# Aetobatus
Aetobatus (engl.: pelagic eagle rays) ist eine fünf Arten umfassende Rochengattung aus der Ordnung der Stechrochenartigen (Myliobatiformes). Die Fische kommen weltweit in allen tropischen und subtropischen Meeren vor.

## Merkmale
Aetobatus-Arten sind große bis sehr große Rochen. Ihre rhombische Körperscheibe kann zusammen mit den flügelartigen Brustflossen eine Breite von drei Metern erreichen. Der eigentliche Rumpf ist kräftig und dick; der Kopf ist schmal und steht deutlich hervor. Die Augen sitzen seitlich am Kopf, die Spritzlöcher dorsolateral dahinter. Sie sind von oben immer deutlich sichtbar. Das an der Kopfunterseite befindliche Maul ist breit und mit großen Feldern von Sinnesporen und -papillen umgeben. In beiden Kiefern sind die Zähne in einer einzelnen Reihe angeordnet. Im Oberkiefer ist die Zahnplatte breiter als lang, im Unterkiefer länger als breit. Die Unterkieferzähne sind winkelförmig. Die Nasalhaut ist deutlich eingebuchtet. Der vordere Rand der breiten Brustflossen liegt auf Augenhöhe. Ihre äußeren Enden sind schmal abgerundet, fast spitz, die hinteren Enden sind breit abgerundet. Kurz vor der schmalen Schwanzbasis, aber vor dem hinteren Ende der Bauchflossen, liegt eine kleine Rückenflosse. Direkt hinter der Rückenflosse finden sich ein oder mehrere auffällige Stacheln. Der Schwanz ist peitschenartig und länger als die Körperscheibe.

## Arten
- Aetobatus flagellum (Bloch & Schneider, 1801)
- Aetobatus laticeps T. N. Gill, 1865
- Gefleckter Adlerrochen (Aetobatus narinari Euphrasen, 1790)
- Aetobatus narutobiei White, Furumitsu & Yamaguchi, 2013
- Aetobatus ocellatus (Kuhl, 1823)

Zudem werden der Gattung anhand von Fossilfunden gegenwärtig sechs ausgestorbene Arten zugerechnet:
- †Aetobatus arcuatus Agassiz, 1843
- †Aetobatus cappettai Antunes & Balbino, 2006
- †Aetobatus irregularis Agassiz, 1843
- †Aetobatus punctatus Miller, 1876
- †Aetobatus poeyi Fernández de Castro, 1873
- †Aetobatus sinhaleyus Deraniyagala, 1937

## Systematik
Aetobatus wurde im Jahr 1816 durch den französischen Zoologen Henri Marie Ducrotay de Blainville als Untergattung von Raia eingeführt. Später wurde Aetobatus zu einer eigenständigen Gattung und in die Familie Myliobatidae eingeordnet. Neuere molekulare und morphologische Untersuchungen kommen zu dem Ergebnis, dass die Gattung Aetobatus sich so stark von Aetomylaeus und Myliobatis, die beiden anderen Gattungen der Myliobatidae i. e. S., unterscheidet, dass sie in eine eigenständige Familie eingeordnet werden kann. Dazu wird der Name Aetobatidae verwendet, der 1858 durch den US-amerikanischen Ichthyologen Louis Agassiz als Unterfamilie Aëtobatinae eingeführt wurde und 1865 durch Theodore Nicholas Gill zu Aetobatinae korrigiert wurde.